# BPR Global GT Series

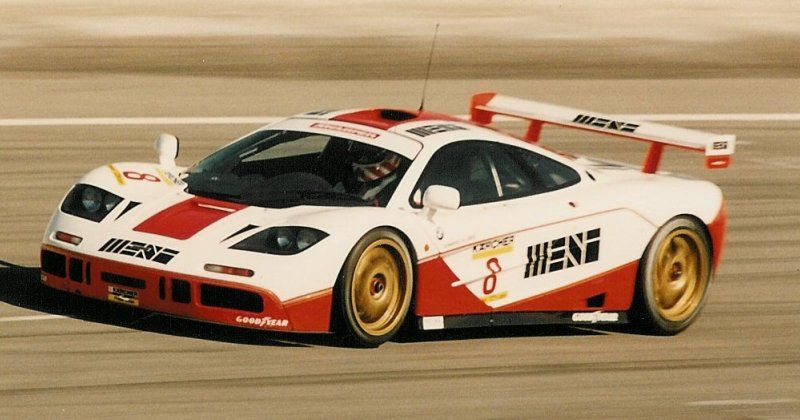
McLaren F1 GTR en el Circuito Paul Ricard en 1995.

La BPR Global GT Series fue un campeonato de automovilismo de velocidad que se disputó desde 1994 hasta 1996 en sustitución del Campeonato Mundial de Resistencia. Fue fundado por los empresarios Jürgen Barth, Patrick Peter y Stéphane Ratel (sus apellidos forman la sigla BPR).
Las carreras de la BPR Global GT Series se disputaban en circuitos de Europa con una duración de 4 horas, con la excepción de los 1000 km de Suzuka, los 1000 km de París, y las 3 Horas de Zhuhai de 1994 y 1995. Existían cuatro clases de automóviles, todas ellas de gran turismos y llamadas GT1, GT2, GT3 y GT4; en 1996 sólo compitieron las dos primeras.
Dado el éxito del campeonato, que atrajo a numerosos fabricantes de automóviles, la Federación Internacional del Automóvil pasó a administrarlo ella mismo al transformarlo en 1997 en el Campeonato FIA GT.
Stéphane Ratel organizó en 1998 la GTR Euroseries, un campeonato de gran turismos y sport prototipos en el que participaron equipos privados de menor escala, como ocurría inicialmente en la BPR Global GT Series, y cuyas carreras también duraron 4 horas.

## Circuitos
| - Anderstorp (1995-1996) - Brands Hatch (1996) - Dijon-Prenois (1994) - Donington Park (1995) - Jarama (1994-1996) - Jerez (1995) | - Misano (1998) - Montlhéry (1994-1995) - Monza (1995-1996) - Nogaro (1995-1996) - Nürburgring (1995-1996) - Paul Ricard (1994-1996) | - Silverstone (1995-1996) - Spa-Francorchamps (1994, 1996) - Suzuka (1994-1996) - Vallelunga (1994) - Zhuhai (callejero: 1994-1995; autódromo: 1996) |

## Campeones
| Año  | Pilotos                    | Equipo                            |
| ---- | -------------------------- | --------------------------------- |
| 1994 | No se otorgó título        | No se otorgó título               |
| 1995 | Thomas Bscher John Nielsen | David Price Racing McLaren F1 GTR |
| 1996 | Ray Bellm James Weaver     | GTC Competition McLaren F1 GTR    |